# 内房村
内房村（うつぶさむら）は静岡県の中部、庵原郡に属していた村である。現在の富士宮市の富士川以西にあたる。

## 地理
- 山：白鳥山
- 河川：富士川、稲瀬川

## 歴史
- 1889年（明治22年）4月1日 - 町村制の施行により、近世以来の内房村が単独村制。
- 1956年（昭和31年）9月30日 - 富士郡芝富村と合併して富士郡富原村が発足。同日内房村廃止。

## 交通

### 鉄道路線
村内には鉄道路線はないが、日本国有鉄道身延線の芝川駅が富士川の対岸に所在。